# OSF/1
OSF/1 is een variant van het UNIX-besturingssysteem dat eind jaren 80 en begin jaren 90 door de Open Software Foundation is ontwikkeld. OSF/1 is een van de eerste besturingssystemen die de Machkernel gebruikte die aan de Carnegie Mellon University ontwikkeld werd en is waarschijnlijk het meest bekend als het UNIX-besturingssysteem voor systemen gebaseerd op de DEC Alpha-architectuur.
Het doel van OSF/1 was om te concurreren met System V Release 4 van AT&T Corporation en Sun Microsystems. Een van de belangrijkste doelstellingen was dat het besturingssysteem geen intellectueel eigendom van AT&T zou bevatten.
Nadat AT&T in 1994 UNIX System V aan Novell verkocht had  en het rivaliserende Unix International-consortium ontbonden was, stopte de Open Software Foundation met de financiering van onderzoek en ontwikkeling van OSF/1.
In februari 1995 werd OSF/1 AXP met release 3.2 door DEC hernoemd in Digital UNIX. Na de overname in 1998 van DEC door Compaq ging Digital UNIX vanaf release 4.0F in 1999 door het leven als Tru64 UNIX. Na de overname in 2002 van Compaq door HP werd de Tru64-variant van OSF/1 nog tot 2012 door HP ondersteund.

## OSF/1 versies
| Datum         | Versie      | Opmerkingen                                                |
| ------------- | ----------- | ---------------------------------------------------------- |
| januari 1992  | Release 1.0 | Ondersteuning voor MIPS-gebaseerde DECstation werkstations |
| maart 1993    | Release 1.2 | Geporteerd naar DEC Alpha-architectuur                     |
| maart 1994    | Release 2.0 | UNIX System V compatibiliteit                              |
| augustus 1994 | Release 3.0 | Ondersteuning voor SMP                                     |